# أندريا إليزابيث مايكلز
أندريا إليزابيث مايكلز (بالإنجليزية: Andrea Elizabeth Michaels)‏ هي سيدة أعمال أمريكية، ولدت في 14 ديسمبر 1943 في Rab (island) ‏ في كرواتيا.